# Halwijja
Halwijja (arab. حلوية) – wieś w Syrii, w muhafazie Aleppo. W 2004 roku liczyła 72 mieszkańców.